# 学富镇
学富镇，是中华人民共和国江苏省盐城市盐都区下辖的一个乡镇级行政单位。

## 行政区划
学富镇下辖以下地区：
学中社区、时扬社区、戚庄村、联河村、车林村、同港村、白阳村、蒋河村、园垛村、三永村、大成村、大同村、陈祁村、略沿村、连心村和华府村。